# Liste der Municipios in Guerrero

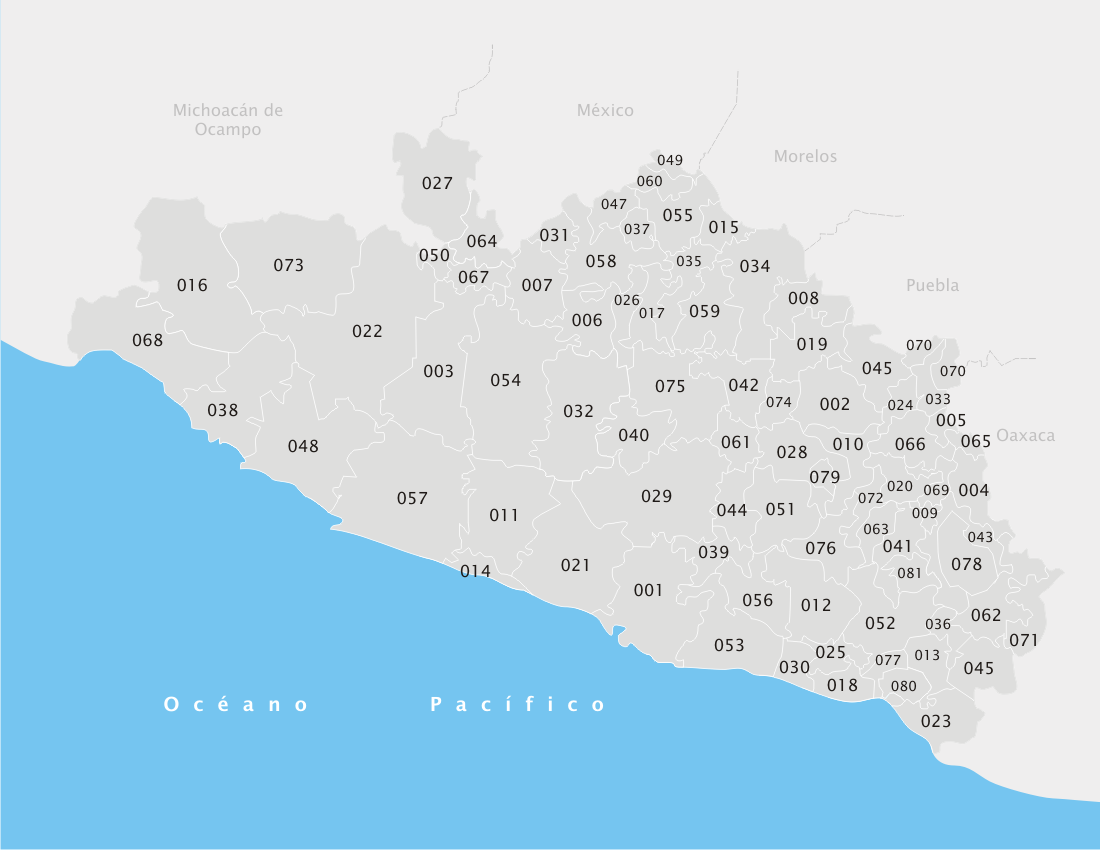
Lage der Municipios des Bundesstaates Guerrero

Der mexikanische Bundesstaat Guerrero ist seit Ende August 2021 in 85 Verwaltungsbezirke (Municipios) unterteilt. Diese Verwaltungsbezirke werden aus 6.769 Ortschaften (span. Localidades) (darunter 149 urbane = städtische) gebildet. Zu den ländlichen Gemeinden (Pueblos) zählen ebenso Farmen (Ranchos, Haziendas) und andere alleinstehende Gebäude (Mühlen, Poststationen, Tankstellen usw.). Die Zahl der Ortschaften ist in den letzten Jahren rückläufig (2000: 7.719; 2010: 7.289).
| Schlüssel (Clave)     | Municipio                         | Verwaltungssitz (Cabecera Municipal) | Fläche [km²] | Einwohnerzahl | Einwohnerzahl | Einwohnerzahl | Bevöl- kerungs- dichte [Ew. pro km²] | Anzahl der Orte (Localidades) |
| Schlüssel (Clave)     | Municipio                         | Verwaltungssitz (Cabecera Municipal) | Fläche [km²] | 2000          | 2010          | 2020          | Bevöl- kerungs- dichte [Ew. pro km²] | Anzahl der Orte (Localidades) |
| --------------------- | --------------------------------- | ------------------------------------ | ------------ | ------------- | ------------- | ------------- | ------------------------------------ | ----------------------------- |
| 001                   | Acapulco de Juárez                | Acapulco de Juárez                   | 1.727,28     | 722.499       | 789.971       | 779.566       | 451,3                                | 227                           |
| 002                   | Ahuacuotzingo                     | Ahuacuotzingo                        | 871,32       | 19.388        | 25.027        | 25.205        | 28,9                                 | 95                            |
| 003                   | Ajuchitlán del Progreso           | Ajuchitlán del Progreso              | 1.994,47     | 41.266        | 38.203        | 37.655        | 18,9                                 | 109                           |
| 004                   | Alcozauca de Guerrero             | Alcozauca de Guerrero                | 469,91       | 15.828        | 18.971        | 21.225        | 45,2                                 | 33                            |
| 005                   | Alpoyeca                          | Alpoyeca                             | 93,87        | 6.062         | 6.637         | 7.813         | 83,2                                 | 8                             |
| 006                   | Apaxtla                           | Ciudad Apaxtla de Castrejón          | 626,88       | 13.146        | 12.389        | 11.112        | 17,7                                 | 31                            |
| 007                   | Arcelia                           | Arcelia                              | 754,08       | 32.818        | 32.181        | 33.267        | 44,1                                 | 110                           |
| 008                   | Atenango del Río                  | Atenango del Río                     | 557,99       | 8.504         | 8.390         | 9.147         | 16,4                                 | 23                            |
| 009                   | Atlamajalcingo del Monte          | Atlamajalcingo del Monte             | 146,52       | 5.080         | 5.706         | 5.811         | 39,7                                 | 21                            |
| 010                   | Atlixtac                          | Atlixtac                             | 573,47       | 21.407        | 26.341        | 28.491        | 49,7                                 | 93                            |
| 011                   | Atoyac de Álvarez                 | Atoyac de Álvarez                    | 1.449,39     | 61.736        | 61.316        | 60.680        | 41,9                                 | 171                           |
| 012                   | Ayutla de los Libres              | Ayutla de los Libres                 | 1.051,75     | 55.350        | 62.690        | 69.123        | 65,7                                 | 133                           |
| 013                   | Azoyú                             | Azoyú                                | 395,94       | 32.400        | 14.429        | 15.099        | 38,1                                 | 45                            |
| 014                   | Benito Juárez                     | San Jerónimo de Juárez               | 229,94       | 15.448        | 15.019        | 15.442        | 67,2                                 | 42                            |
| 015                   | Buenavista de Cuéllar             | Buenavista de Cuéllar                | 303,98       | 12.619        | 12.688        | 12.982        | 42,7                                 | 30                            |
| 016                   | Coahuayutla de José María Izazaga | Coahuayutla de Guerrero              | 2.645,13     | 15.372        | 13.025        | 12.408        | 4,7                                  | 162                           |
| 017                   | Cocula                            | Cocula                               | 445,67       | 15.666        | 14.707        | 15.579        | 35,0                                 | 27                            |
| 018                   | Copala                            | Copala                               | 296,57       | 13.060        | 13.636        | 14.463        | 48,8                                 | 35                            |
| 019                   | Copalillo                         | Copalillo                            | 732,49       | 12.730        | 14.456        | 15.598        | 21,3                                 | 49                            |
| 020                   | Copanatoyac                       | Copanatoyac                          | 306,62       | 15.753        | 18.855        | 21.648        | 70,6                                 | 56                            |
| 021                   | Coyuca de Benítez                 | Coyuca de Benítez                    | 1.810,76     | 69.059        | 73.460        | 73.056        | 40,3                                 | 132                           |
| 022                   | Coyuca de Catalán                 | Coyuca de Catalán                    | 3.357,49     | 46.172        | 42.069        | 38.554        | 11,5                                 | 302                           |
| 023                   | Cuajinicuilapa                    | Cuajinicuilapa                       | 631,62       | 25.641        | 25.922        | 26.627        | 42,2                                 | 85                            |
| 024                   | Cualác                            | Cualác                               | 239,21       | 6.575         | 7.007         | 7.874         | 32,9                                 | 25                            |
| 025                   | Cuautepec                         | Cuautepec                            | 313,98       | 15.156        | 15.115        | 17.024        | 54,2                                 | 33                            |
| 026                   | Cuetzala del Progreso             | Cuetzala del Progreso                | 373,02       | 9.869         | 9.166         | 8.272         | 22,2                                 | 18                            |
| 027                   | Cutzamala de Pinzón               | Cutzamala de Pinzón                  | 1.335,64     | 26.166        | 21.388        | 20.537        | 15,4                                 | 135                           |
| 028                   | Chilapa de Álvarez                | Chilapa de Álvarez                   | 749,72       | 102.853       | 120.790       | 123.722       | 165,0                                | 185                           |
| 029                   | Chilpancingo de los Bravo         | Chilpancingo de los Bravo            | 2.180,64     | 192.947       | 241.717       | 283.354       | 129,9                                | 105                           |
| 030                   | Florencio Villarreal              | Cruz Grande                          | 284,38       | 19.061        | 20.175        | 22.250        | 78,2                                 | 47                            |
| 031                   | General Canuto A. Neri            | Acapetlahuaya                        | 260,06       | 7.687         | 6.301         | 6.278         | 24,1                                 | 51                            |
| 032                   | General Heliodoro Castillo        | Tlacotepec                           | 1.726,74     | 35.625        | 36.586        | 37.254        | 21,6                                 | 198                           |
| 033                   | Huamuxtitlán                      | Huamuxtitlán                         | 274,92       | 14.291        | 14.393        | 17.488        | 63,6                                 | 17                            |
| 034                   | Huitzuco de los Figueroa          | Ciudad de Huitzuco                   | 1.327,60     | 35.668        | 37.364        | 36.593        | 27,6                                 | 42                            |
| 035                   | Iguala de la Independencia        | Iguala de la Independencia           | 570,43       | 123.960       | 140.363       | 154.173       | 270,3                                | 66                            |
| 036                   | Igualapa                          | Igualapa                             | 195,15       | 10.192        | 10.815        | 11.739        | 60,2                                 | 19                            |
| 037                   | Ixcateopan de Cuauhtémoc          | Ixcateopan de Cuauhtémoc             | 212,10       | 7.119         | 6.603         | 6.138         | 28,9                                 | 27                            |
| 038                   | Zihuatanejo de Azueta             | Zihuatanejo                          | 1.467,53     | 95.548        | 118.211       | 126.001       | 85,9                                 | 169                           |
| 039                   | Juan R. Escudero                  | Tierra Colorada                      | 408,81       | 21.994        | 24.364        | 26.093        | 63,8                                 | 32                            |
| 040                   | Leonardo Bravo                    | Chichihualco                         | 720,70       | 22.906        | 24.720        | 26.357        | 36,6                                 | 37                            |
| 041                   | Malinaltepec                      | Malinaltepec                         | 472,92       | 34.925        | 29.599        | 29.625        | 62,6                                 | 134                           |
| 042                   | Mártir de Cuilapan                | Apango                               | 615,33       | 13.801        | 17.702        | 18.613        | 30,2                                 | 19                            |
| 043                   | Metlatónoc                        | Metlatónoc                           | 584,03       | 30.039        | 18.976        | 18.859        | 32,3                                 | 75                            |
| 044                   | Mochitlán                         | Mochitlán                            | 512,58       | 10.133        | 11.376        | 12.402        | 24,2                                 | 36                            |
| 045                   | Olinalá                           | Olinalá                              | 706,91       | 22.645        | 24.723        | 28.446        | 40,2                                 | 146                           |
| 046                   | Ometepec                          | Ometepec                             | 602,66       | 50.356        | 61.306        | 68.207        | 113,2                                | 112                           |
| 047                   | Pedro Ascencio Alquisiras         | Ixcapuzalco                          | 294,23       | 7.852         | 6.978         | 7.076         | 24,0                                 | 88                            |
| 048                   | Petatlán                          | Petatlán                             | 1.971,67     | 46.328        | 44.979        | 44.583        | 22,6                                 | 209                           |
| 049                   | Pilcaya                           | Pilcaya                              | 162,28       | 10.851        | 11.558        | 12.753        | 78,6                                 | 38                            |
| 050                   | Pungarabato                       | Ciudad Altamirano                    | 126,33       | 34.740        | 37.035        | 38.482        | 304,6                                | 28                            |
| 051                   | Quechultenango                    | Quechultenango                       | 845,50       | 32.541        | 34.728        | 36.143        | 42,7                                 | 82                            |
| 052                   | San Luis Acatlán                  | San Luis Acatlán                     | 1.102,25     | 36.813        | 42.360        | 46.270        | 42,0                                 | 92                            |
| 053                   | San Marcos                        | San Marcos                           | 1.156,49     | 48.782        | 48.501        | 50.124        | 43,3                                 | 121                           |
| 054                   | San Miguel Totolapan              | San Miguel Totolapan                 | 2.370,93     | 28.986        | 28.009        | 24.139        | 10,2                                 | 151                           |
| 055                   | Taxco de Alarcón                  | Taxco de Alarcón                     | 650,69       | 100.245       | 104.053       | 105.586       | 162.3                                | 121                           |
| 056                   | Tecoanapa                         | Tecoanapa                            | 697,53       | 43.128        | 44.079        | 46.063        | 66,0                                 | 62                            |
| 057                   | Técpan de Galeana                 | Técpan de Galeana                    | 2845,13      | 60.313        | 62.071        | 65.237        | 22,9                                 | 332                           |
| 058                   | Teloloapan                        | Teloloapan                           | 1.009,41     | 53.950        | 53.769        | 53.817        | 53,3                                 | 154                           |
| 059                   | Tepecoacuilco de Trujano          | Tepecoacuilco de Trujano             | 852,90       | 30.838        | 30.470        | 30.806        | 36,1                                 | 49                            |
| 060                   | Tetipac                           | Tetipac                              | 217,80       | 13.318        | 13.128        | 13.552        | 62,2                                 | 51                            |
| 061                   | Tixtla de Guerrero                | Tixtla de Guerrero                   | 388,63       | 33.620        | 40.058        | 43.171        | 111,1                                | 43                            |
| 062                   | Tlacoachistlahuaca                | Tlacoachistlahuaca                   | 802,78       | 15.696        | 21.306        | 22.781        | 28,4                                 | 43                            |
| 063                   | Tlacoapa                          | Tlacoapa                             | 279,97       | 9.195         | 9.967         | 10.092        | 36,0                                 | 63                            |
| 064                   | Tlalchapa                         | Tlalchapa                            | 472,04       | 12.942        | 11.495        | 11.681        | 24,7                                 | 30                            |
| 065                   | Tlalixtaquilla de Maldonado       | Tlalixtaquilla                       | 117,45       | 6.699         | 7.096         | 7.602         | 64,7                                 | 15                            |
| 066                   | Tlapa de Comonfort                | Tlapa de Comonfort                   | 609,03       | 57.346        | 81.419        | 96.125        | 157,8                                | 119                           |
| 067                   | Tlapehuala                        | Tlapehuala                           | 284,70       | 22.677        | 21.819        | 22.209        | 78,0                                 | 28                            |
| 068                   | La Unión de Isidoro Montes de Oca | La Unión                             | 1.760,21     | 27.619        | 25.712        | 26.349        | 15,0                                 | 142                           |
| 069                   | Xalpatláhuac                      | Xalpatláhuac                         | 226,63       | 11.687        | 12.240        | 11.966        | 52,8                                 | 26                            |
| 070                   | Xochihuehuetlán                   | Xochihuehuetlán                      | 261,61       | 7.863         | 7.079         | 7.862         | 30,1                                 | 13                            |
| 071                   | Xochistlahuaca                    | Xochistlahuaca                       | 453,22       | 22.781        | 28.089        | 29.891        | 66,0                                 | 107                           |
| 072                   | Zapotitlán Tablas                 | Zapotitlán Tablas                    | 228,36       | 10.271        | 10.516        | 12.004        | 52,6                                 | 54                            |
| 073                   | Zirándaro                         | Zirándaro de los Chávez              | 2.144,87     | 23.563        | 18.813        | 18.031        | 8,4                                  | 224                           |
| 074                   | Zitlala                           | Zitlala                              | 304,67       | 17.361        | 22.587        | 21.977        | 72,1                                 | 32                            |
| 075                   | Eduardo Neri                      | Zumpango del Río                     | 1.249,28     | 40.064        | 46.158        | 53.126        | 42,5                                 | 44                            |
| 076                   | Acatepec                          | Acatepec                             | 630,76       | 25.060        | 32.792        | 40.197        | 63,7                                 | 156                           |
| 077                   | Marquelia                         | Marquelia                            | 210,73       | –             | 12.912        | 14.280        | 67,8                                 | 26                            |
| 078                   | Cochoapa el Grande                | Cochoapa el Grande                   | 638,15       | –             | 18.778        | 21.241        | 33,3                                 | 146                           |
| 079                   | José Joaquín de Herrera           | Hueycantenango                       | 131,98       | –             | 15.678        | 18.381        | 139,3                                | 63                            |
| 080                   | Juchitán                          | Juchitán                             | 253,78       | –             | 7.166         | 7.559         | 29,8                                 | 24                            |
| 081                   | Iliatenco                         | Iliatenco                            | 235,68       | –             | 10.522        | 11.679        | 49,6                                 | 46                            |
| 12 Estado de Guerrero | 12 Estado de Guerrero             | Guerrero                             | 63.595,88    | 3.079.649     | 3.388.768     | 3.540.685     | 55,7                                 | 6.769                         |

Am 31. August 2021 wurden vier neue Municipios gebildet, von denen aber bisher nur wenige Details vorliegen:
- 082 Las Vigas (19 Localidades, abgespalten vom Mun. 053 San Marcos)
- 083 San Nicolás (10 Localidades, abgespalten vom Mun. 023 Cuajinicuilapa)
- 084 Ñuu Savi (Sitz: Coapinola; 37 Localidades, abgespalten vom Mun. 12 Ayutla de los Libres)
- 085 Santa Cruz del Rincón (19 Localidades, abgespalten vom Mun. 41 Malinaltepec)